# Edwin Harleston
Edwin Augustus Harleston, né le 1882 à Charleston en Caroline du Sud, et mort le 5 mai 1931 à Charleston, est un artiste peintre et photographe afro-américain.

## Biographie

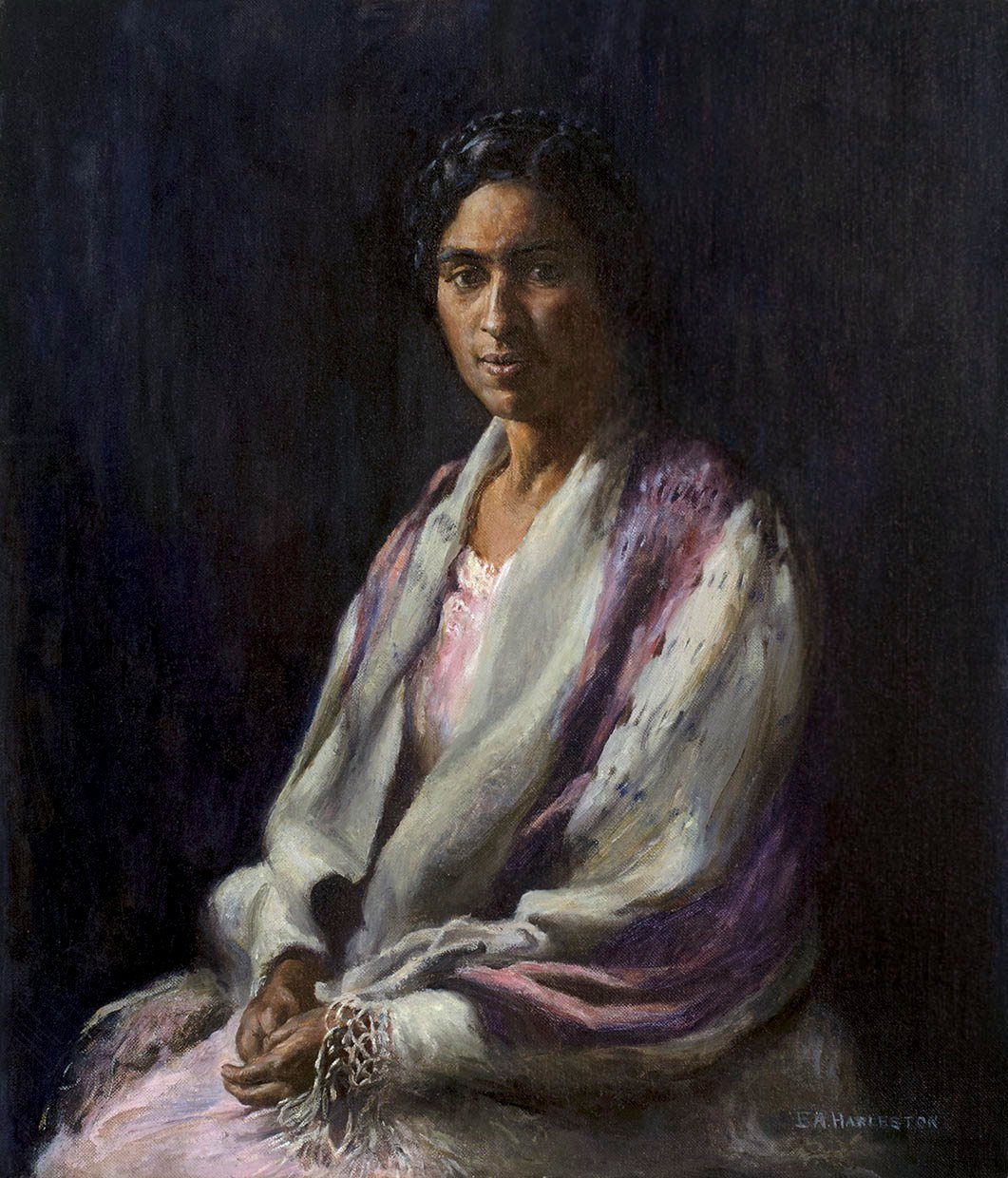
Miss Bailey with the African Shawl (circa 1930)

Edwin Augustus Harleston a étudié à l'Université d'Atlanta, Boston Museum of Fine Arts School (1906-1912) et de l'Université Harvard. Il a ouvert un studio de photographie avec son épouse, Elise, à Charleston. En 1930, il a remporté le Prix Alain Locke.